# Abderrahmane Amalou (poète)
Pour les articles homonymes, voir Abderrahmane Amalou et Amalou (homonymie).
Œuvres principales
- Les Mots, Les Maux [1]
- Bienvenue dans mon pays, l'Algérie [2]
- Les Hommes de lettres [3]

Abderrahmane Amalou, né le 8 juillet 1954 à Kouba, est un poète et auteur-compositeur algérien, deuxième fils d’un commerçant natif d'AGOULMIME GUIGHIL. Entre les années 1970 et 1980 tout en poursuivant ses études, il compose, interprète et publie aux Éditions D.D.A quatre chansonnettes en langue berbère dont les paroles ont été écrites par Sid Ali Naït Kaci (chanteur, parolier et animateur d’émission de radio Kabyle).
Certains de ses poèmes traduits en langues arabe et berbère ont été repris par des chanteurs Algériens et autres tels que Sid Ali Naït Kaci, Samah Akla, Cherif Douzene...
Son recueil de poésie en expression Française édité  « Les Mots, Les Maux » a été traduit en sept langues (Arabe, Tamazight, Anglais, Espagnol, Allemand, Italien et en Chaoui). « les mots et les maux  ! »
Il a été également transcrit en braille en [français, arabe et espagnol].« français, arabe et espagnol  ! »

## Littérature

### Œuvres littéraires
- Les Mots, les Maux, Poésie en expression française [6] traduite en sept langues : Kalimat, Alam, (arabe) [7], 'Awalen, Tiloufa (Tamazight)
- Awalen, Lejrah (Chaoui) , The Words, the Wounds(Anglais) , Die Worter, Die Wunder(allemand) , Palabras, Dolores(espagnole) [8], Le parole, I Mali (Italien).
- Tranche de vie de l'Envoyé de Dieu, Mohamed (QLSSL), Biographie en expression française, Éditions Voir Par Le Savoir traduit en langue Arabe : Mouktatafet Min Hayat el Rasoul Mohamed (Sala Alihi oua salam)
- Ahmed le jeune non-voyant et la journée nationale de l'arbre, Récit en expression française, Éditions Voir Par Le Savoir [9]
- Les quatre perles du sahara algérien, Tourisme en expression française, Éditions Voir Par Le Savoir [10]
- Bavards en vers, Poésie en expression française[11], traduit en plusieurs langues : 'Tartara fi abyat(Arabe), Asfires sifyar(tamazight), Garrulous in verses(Anglais)
- Bienvenue dans mon pays, l'Algérie, Littérature en expression française [12], traduite en langue Arabe :Marahaben fi biladi, El Djazair [13]
- Les grands musiciens, Biographies en expression française et arabe [14]
- Les Hommes de lettres, Biographies en expression française et arabe [15],

### Œuvres littéraires transcrites en Braille
- Les Mots, les Maux, Poésie en Braille français* A C A & ONPS  [16]
- Kalimat, Alam, Poésie en Braille arabe * A C A & ONPS [7]
- Palabras, Dolores, Poésie en Braille espagnol * A C A & ONPS [17]
- Bavards en vers, Poésie en Braille français * A C A & ONPS [11]
- Bienvenue dans mon pays, l'Algérie, * Le voyage du cœur * Tourisme en Braille français VPLS & ONPS [18]
- Marhaben fi Biladi, El Djazair, * Rihlat el kalb * Tourisme en Braille arabe * VPLS & ONPS [13]
- Les grands musiciens, Biographies en Braille français et arabe * VPLS & ONPS  [14]
- Les Hommes de Lettres, Biographies en Braille français et arabe * VPLS & ONPS [19]
- Le moudjahid Mohamed Ghafir dit Moh Clichy, Biographie en Braille français * MAM & VPLS [20]
- La martyre Hassiba Ben Bouali, Biographie en Braille arabe * MAM & VPLS [21]
- Le martyr Didouche Mourad, Biographie en Braille arabe * MAM & VPLS [22]
- Tranche de vie de l'Envoyé de Dieu, Mohamed * QLSSL *, Biographie en Braille arabe et français * ONPS & VPLS [23]
- Mouktatafet Min hayat el rasoul Mohamed (sala alihi oua salam), Biographie en expression arabe * ONPS & VPLS [24]
- Les quatre perles du Sahara algérien * ONPS & VPLS [10]
- Ahmed le jeune non-voyant et la Journée Nationale de l'Arbre * ONPS & VPLS [25]
- Petit guide d'Algérie - Les sept régions touristiques * ONPS & VPLS  [26]
- Mohamed Idir Ait Amrane - Poésie * ONPS & VPLS  [27]
- L'appel au peuple Algérien du 1er novembre 1954 en expression arabe et français * ONPS & VPLS [28]
- Initiation à la musique en expression française * ONPS & VPLS [29]
- Haltes dans le sud Algérien en expression française * ONPS & VPLS [30]
- Lettre à mes parents (Hassiba Ben Bouali) en expression française * ONPS & VPLS[31]
- Les dates et les noms des chefs d'État de l’Algérie depuis 1958 en expression française * ONPS & VPLS[32]
- Bouh El Yasamin en expression arabe * ONPS & VPLS [33]
- Valentin Haüy, Charles Barbrier de la Serre et Louis Braille : L'origine de l'alphabet braille en expression française * ONPS & VPLS[34]
- Valentin Haüy, Charles Barbrier de la Serre et Louis Braille : Asl El Abjdyat El Braille en expression arabe * ONPS & VPLS[35]
- Informations sur le braille (initiateurs de système universel d'écriture pour non-voyants) en expression française et arabe * ONPS & VPLS
- Tamachaout n'mchach (Histoire de chats) en langue tamazight en Braille (en 3D) * VPLS

## Musique

### Œuvres musicales
- El ward imsari - Teyri, Chansons kabyles, Éditions D.D.A
- Ansi taada - Zine afilali, Chansons kabyles, Éditions D.D.A
- Les Mots, Les Maux, Poésie Audio, Éditions A.C.A
- Frirouche, Conte pour enfants, Éditions Nounou
- Récréation musicale, Musiques, Éditions Adjliout
- Arc en ciel en musique, Musiques, Éditions Adjliout
- Entre deux chœurs, la musique, Musiques, Éditions Adjliout
- Les grands musiciens, Musique, Éditions Nounou
- Nor - Tafat - Lumière, Chanson en trois langues, Éditions Adliout
- El bia, Rihla, Chansons pour enfants, Éditions Adjliout
- Fresques musicales, Musiques pour feuilleton télévisé, Éditions Adjliout
- Volière en musique, Musiques pour feuilleton télévisé, Éditions Adjliout
- Musicalement fantasmatique, Musiques, Éditions Adjliout
- Musiques au jasmin, Musiques, Éditions Adjliout
- Parade musicale dans la ferme, Musiques pour enfants, Éditions Voir Par Le Savoir
- Émotions musicales, Musiques, Éditions Voir Par Le Savoir
- Musiques heptagonales, Musiques, Éditions Voir Par Le Savoir
- Tranche de vie de l'Envoyé de Dieu, Mohamed (QLSSL), Narration de la biographie en expression française, Éditions Voir Par Le Savoir
- Mouktatafet Min hayat el rassoul Mohamed, sala alibi oua salam, Narration de la biographie en expression arabe, Éditions Voir Par Le Savoir
- Musiques mentholées, Musiques, Éditions Voir Par Le Savoir
- Tendrement musical, Musiques, Éditions Voir Par Le Savoir
- L'Escarboucle à musiques, Musiques, Éditions Voir Par Le Savoir
- Musicalement Flore et Sens, Musiques, Éditions Voir Par Le Savoir
- Mohamed Idir Ait Amrane, Poésie, Éditions Voir Par Le Savoir
- L'envol musical de la Lucine, Musiques, Éditions Voir Par Le Savoir
- Musiques d'Orion, Musiques, Éditions Voir Par Le Savoir
- Mignardement Musical, Musiques, Éditions Voir Par Le Savoir
- L'antre à musiques, Musiques, Éditions Voir Par Le Savoir
- L'écho de la fiesta, Musiques, Éditions Voir Par Le Savoir
- La musique de l'ineffable, Musiques, Éditions Voir Par Le Savoir
- Hkayet legtouta, Conte pour enfants, Éditions Voir Par Le Savoir
- El Bouheira en fête, Musiques, Éditions Voir Par Le Savoir
- Musicalement Continuum Onirique, Musiques, Éditions Voir Par Le Savoir
- L'Epanchement musical en bandoulière, Musiques, Éditions Voir Par Le Savoir
- Musiques "à la Romancero" , Musiques, Éditions Voir Par Le Savoir
- Musicalement " Rose - Lierre "  , Musiques, Éditions Voir Par Le Savoir
- La Martyre Hassiba Ben Bouali, Narration de la Biographie en Langue Arabe, Éditions Voir Par le Savoir
- Le Martyr Didouche Mourad, Narration de la Biographie en Langue Arabe, Éditions Voir Par le Savoir
- Le Martyr Abbès Laghrour, Narration de la Biographie en Langue Arabe, Éditions Voir Par le Savoir
- Le Martyr Arbi Ben Belkacem dit Tebessi, Narration de la Biographie en Langue Arabe, Éditions Voir par le Savoir
- La Ruche à musique de Mélina, Musiques, Éditions Voir par le Savoir
- Rêver de Musique, Musiques, Éditions Voir par le Savoir
- La Musique de l'hivernal, Musiques, Éditions Voir par le Savoir
- Musicalement Tropical, Musiques, Éditions Voir par le Savoir
- La Musique Secrète de la Quenouille, Musiques, Éditions Voir par le Savoir
- Les Muses-Hic Ubiques  , Musiques, Éditions Voir par le Savoir
- Infusion Musicale , Musiques, Éditions Voir par le Savoir
- Musiques Edulcorantes A l'Oriental, Éditions Voir par le Savoir
- Bouh El Yasamin, Poésie, Éditions Voir par le Savoir
- Les petites musiques de Méli, Musiques, Éditions Voir par le Savoir
- Musiques sempervirentes d'intérieur, Musiques, Éditions Voir par le Savoir
- Les enfants de la musique, Musiques, Éditions Voir par le Savoir
- Les six et une musiques orientales, Musiques, Éditions Voir par le Savoir
- Mystiquement musical, Musiques, Éditions Voir par le Savoir
- Musiques peintes en camaïeu, Éditions Voir par le Savoir
- Musicalement Algérien , Musiques, Éditions Voir par le Savoir
- La Musicalité de la Révérence , Musiques, Éditions Voir par le Savoir
- Jour né de musiques, Musiques, Éditions Voir par le Savoir
- Le friselis de la musique, Musiques, Éditions Voir par le Savoir
- Jours alcyoniens en musique, Éditions Voir par le Savoir
- Les musiques de "Aml.Sels", Éditions Voir par le Savoir
- La musicalité de la souvenance refleurie , Éditions Voir par le Savoir
- Influences et inspirations musicales , Éditions Voir par le Savoir
- Orientalement musical , Éditions Voir par le Savoir
- Coups fins de musique, Éditions Voir par le Savoir
- L'effet du miroir de la musique, Éditions Voir par le Savoir

### Bandes Originales de Films
- Guer sin oulawen, Feuilleton en langue Kabyle de Ramdane Amari
- Ad yidir mis oumazigh, Film Documentaire en langue Kabyle de Si Hachemi Assad
- Femmes et Destin, Film en langue Arabe de Baya Hachemi

## Récompenses
- En 2010 : Prix de JUBA II de la poésie ( Éditions Nounou)« Prix Juba II [36] ! »
- En 2011 : Reconnaissance comme Premier Auteur Algérien ayant transcrit ses œuvres littéraires en Braille (ANEESA)
- En 2012 : Prix Accès à la Culture (ACS.A.P.J et A EH)
- En 2013 : 
  - Prix de Musique, CARACALLA 2012 (APSM)
  - Médaille de Mérite, 50e anniversaire de l'indépendance (M.A.M)
  - Reconnaissance comme Homme de la Culture des Personnes Handicapées (ANEESA/APC Alger-Centre)
- En 2014 : Attestation de Reconnaissance pour les Actions menées au profit des personnes Non -Voyants (Ministère de la Solidarité nationale, de la Famille et de la Condition de la femme)
- En 2015 : Reconnaissance pour l'ensemble des œuvres en Braille (Ministère de la Culture (Tunisie), Maison de la culture de Tizi Ouzou)